# 김은철 (권투 선수)
김은철(1979년 9월 23일 ~ )은 2000년 하계 올림픽 라이트플라이급(48kg) 부문에 출전하여 동메달을 획득한 조선민주주의인민공화국의 권투 선수이다.

## 올림픽 결과
- 세부시소 케케시(레소토) RSC 4 패배
- 팔 라카토스(헝가리)에게 20-8로 패배
- 이바나스 스타포비치우스(리투아니아) 22-10 패배
- 라파엘 로사노(스페인) 10-15에게 패